# Forest (Mississippi)
Forest è una città (city) degli Stati Uniti d'America, capoluogo della contea di Scott, nello Stato del Mississippi.